# DMF31系エンジン
DMF31系エンジン（-けいえんじん）は、旧日本国有鉄道（国鉄 → JRグループに継承）のディーゼル機関車用として開発され、固定編成客車の集中電源式発電用エンジンとしても用いられたディーゼルエンジンである。
型式名のDMはDiesel Motorの略、Fは6気筒を意味し（Fはアルファベットで6番目）、31は総排気量（リットル）である。末尾のHは水平シリンダー式（Horizontal cylinder. 国鉄での呼称は横形）、Sは過給機（Supercharger）付きを表し、それに続くアルファベットは改良順にA、B…となる。ハイフンの後ろのGは発電セット用（Generator set）、Rはロータリー式雪かき車用（Rotary）を意味する。

## 解説
このエンジンは直列6気筒で、機関車用・集中発電用途としては車内搭載できるため垂直シリンダー（縦形）、気動車用としては床下に搭載するために全高の低い水平シリンダー（横形）であった。国鉄での搭載例では排気タービン過給器を搭載しており、連続定格出力は370馬力 - 500馬力。一部私鉄の車両には中間冷却器を備えたものや、直噴化改造を施し、さらに出力増強を施した車両が存在する。
このエンジンを2列組み合わせてV形12気筒化したものが国鉄DD51形ディーゼル機関車やDE10形に搭載されているDML61系エンジンであり、更にクランク軸を延長して気筒数を16に増加したものがDE50形に搭載されたDMP81Zエンジンである。
換言すれば、国鉄がDD13形以降に開発した液体式ディーゼル機関車用制式エンジンは、西ドイツメーカーの設計になるエンジンを採用したDD54形のものを除き、すべて本エンジンの発展形である。このことからも、本エンジンは国鉄ディーゼル機関車の礎を築いたエンジンといえよう。

## 歴史

### 戦前の気動車用試作エンジン
1937年（昭和12年）、国鉄はキハ43000形電気式気動車を製作した。この車両は、床下に搭載したディーゼルエンジンで直流発電機を駆動し、発生した電力でモーターを駆動するディーゼル・エレクトリック方式で、水平シリンダー・直列6気筒240馬力機関が使用されていた。
この車両用に、日本国内のエンジンメーカー3社がボア180 mm ×ストローク200 mm という基本仕様を揃えつつ、それぞれ独自開発したのが以下の3種のエンジンで、部分仕様はそれぞれ異なるが、一般にDMF31系の原型とされ、「DMF31H」（初代）と総称されるエンジン群である。
- 新潟鐵工所（現・IHI原動機）『LH6H』
- 池貝製作所（現・株式会社池貝、株式会社　池貝ディーゼル）『6HSD18』
- 三菱重工業『6240』

鉄道省では43000系3両編成中、2両の動力車に、3種のエンジンを代わる代わる搭載して試験を行ったが、これらのエンジンは潤滑の難しい水平シリンダーであることや、当時の工作精度の限界などから、クランクシャフトの折損やピストンの焼きつきなどの重大な不具合が生じ、それ以上の開発進展や量産化には至らなかった。
1930年代後期からの戦時体制化に伴い、燃料供給統制が厳しくなったため、43000形での試験はほどなく休止（同車は1943年休車）、気動車とそのエンジンの開発は一時中断となる。
43000形用の3社の試作エンジンは、戦後の機関車用エンジンの開発にあたって部分的に参考となったことは事実であるが、原型となったエンジンの設計が戦後に直接用いられたわけではなく、大幅な再設計を経ており、戦前形DMF31H系各モデルと、戦後に量産化されたDMF31系を直接の系譜上で結びつけることは必ずしも適切ではない。

### 戦後の再開発とDD13形の成功
太平洋戦争をはさんで戦後、再び国鉄がディーゼルエンジンの開発に着手したとき、戦前のDMF31Hを参考に開発を計ることも考えられたが、43000形用の各社製試作エンジンそのものは戦時供出され（金属資材に転用されたものと見られる）、図面も残っていなかったため、早急な実用量産化を求められた気動車用としての採用は諦められた。国鉄の気動車用標準エンジンは、やはり戦前の原設計だが、資料や試作部品等が残存していたDMH17系エンジンが1951年（昭和26年）以降改良を受けて量産化されていくことになる。
一方、機関車用の縦形中型エンジンとして適切なサイズのエンジンが検討された結果、このボアストローク比のエンジンの開発が改めて開始され、国鉄のほか、新潟鐵工所（現・IHI原動機）、振興造機（現・神鋼造機）、ダイハツ工業（現・ダイハツディーゼル）の4者が共同で作業した結果、横形や気筒数を増やしたV形への発展も想定したDMF31Sが完成する。
国鉄は同時に機関車用液体変速機の開発もすすめ、1955年（昭和30年）には振興造機がDS1.2/1.35形を製作、DMF31Sと組み合わせ、1958年（昭和33年）に国鉄DD13形ディーゼル機関車を製作する。DD13形は改良を重ねられながら大量に製作され、DD14形やDD15形などの派生形式をも生むことになる。

### 改良と発展
同じく1958年（昭和33年）、20系客車の発電用としてDMF31S-Gが、さらに翌年には強力形気動車用の試作機関としてDMF31HSが製作された。後者はキハ60系用として試作されたが、横形ゆえに潤滑がうまくいかないという問題が生じ、また、クラッチや変速機のトラブルが続いたことから、強力形気動車用としての採用は見送られ、当面は従前通りのDMH17系を2基搭載することで対処した。以後、気動車用大出力機関の開発はDMF15系・DML30系に移ったため、DMF31系の気動車への採用例はない。詳細はキハ60系の項目を参照されたい。
一方、機関車用としては順調に改良が進み、当初は1機関あたり370馬力であったものを圧縮比の増大等により1961年（昭和36年）から500馬力に出力を引き上げることに成功し、DMF31SBとなった。ほぼ同時期にロータリー式除雪機関車DD14形用としてDMF31SB-Rも開発された。なお、ロータリーを駆動しつつ自力走行するためにより強力な機関を必要としたDD14形の開発事情から、実用化はDMF31SBよりもDMF31SB-Rの方が若干先行した。

### 応用と現在
1960年（昭和35年）、無煙化（動力近代化計画）の一環として、大形ディーゼル機関車の開発を国産のエンジンと国産の液体変速機で行うという方針が国鉄部内で決定された。DF50とDD13が異なるエンジンを採用したことでコストダウンが進まず、事務の煩雑化や人員育成の複雑化を招いた反省から標準化が必要とされた。
エンジンは、十分な実績のあるDMF31系2組をV型に配置して12気筒とすることで、共通化により予備部品や予備機の関係が改善される利点があった。これが、のちにDD51形に採用される1,000馬力のDML61S型エンジンである。機関車の落成は1962年（昭和37年）。このエンジンはさらに中間冷却器を付加し、クランク軸受を拡幅・強化されて1,100馬力のDML61Zとなり、さらに吸気中間冷却系を分離するなど冷却水回路やピストンを改良・強化した1,250馬力のDML61ZAが作られてDE10形に搭載された。
この系列はやがて、噴射ポンプのプランジャー径を拡大し予燃焼室を改良、圧縮比を上げて燃焼効率を改善し、さらにクランク軸受にコロ軸受を採用した1,350馬力のDML61ZBへと発展、DE10形とDE11形、それにDE15形に搭載された。
1970年（昭和45年）には、DML61ZBを基本として4気筒増やしV型16気筒に拡大した2,000馬力のDMP81Zが完成。DE50形に搭載されるも、諸般の事情により量産には至らなかった。
これらの基礎となったDMF31Sは、その主な搭載形式であったDD13形こそ1967年（昭和42年）で生産が打ち切られたが、除雪用ロータリー機では後継となるべきDD53形（1,100馬力のDML61ZRを2基搭載）があまりに過大性能で扱いづらく持て余されたという事情から配備計画の見直しが行われ、当初計画では打ち切りが予定されていたDD14形の生産が継続されることになった。このため、DD14形用のDMF31SB-Rは除雪機の導入予定に合わせ、実に1979年（昭和54年）まで年1 - 3両分程度のペースで生産が細々と継続されることとなった。
さらにDD13形と同等の55 - 56 t級私鉄用ディーゼル機関車について、臨海鉄道向けを中心に一定の需要が存在したことから、このDMF31S系機関は以後も1995年（平成7年）頃まで搭載機の新製が行われた。そのため年間の生産数はわずかずつであったが、その改良と生産は21世紀に入る頃まで継続された。
私鉄用としては中間冷却器を備えたものや、直噴化されたものなどが生産された。2007年（平成19年）4月の時点では、新潟原動機の商品ラインナップにDMF31SD等が存在していた。

## 特記事項
- DMF31SZはDMF31Sを直噴化したもの。Sは過給器、Zは中間冷却器付きを表す国鉄での識別記号であり、実際にこの機種では両方とも装備されている。なお、国鉄では直噴機関を示す識別記号が定められず、またJR貨物では機関についてメーカー形式がそのまま用いられたため、国鉄流の型番を与えられた直噴エンジンについては機種により記号が錯綜しており、このためこのDMF31SZのように直噴を示す記号を与えられなかった機種も少なくない。
- DMF31SDIは新製時から中間冷却器を装備した直噴式のもの。

## 諸元
- 6気筒4ストロークディーゼルエンジン
- DMF31HSAのみ横形、ほかは縦形
- キハ43000のDMF31Hエンジンは戦後生産の各系列機関と直接の関係がないため掲載していない

|                                      | DMF31S。        | DMF31S-G        | DMF31HSA             | DMF31SB-R       | DMF31SB         | DMF31SBI            | DMF31SZ                      | DMF31SD              | DMF31SDI                     |
| ------------------------------------ | --------------- | --------------- | -------------------- | --------------- | --------------- | ------------------- | ---------------------------- | -------------------- | ---------------------------- |
| 主な搭載車種                         | DD13 1 - 110    | マニ20          | キハ60               | DD14            | DD13 111 - DD15 | 福島臨海鉄道 DD5601 | 京葉臨海鉄道 KD55 101        | 高崎運輸 DD452       | 京葉臨海鉄道 KD55 102        |
| 形式                                 | 過給 予燃焼室式 | 過給 予燃焼室式 | 横形 過給 予燃焼室式 | 過給 予燃焼室式 | 過給 予燃焼室式 | 過給 予燃焼室式     | 過給 中間冷却 直噴式（改造） | 過給 中間冷却 直噴式 | 過給 中間冷却 直噴式（新製） |
| シリンダ径×行程 (mm)                 | 180×200         | 180×200         | 180×200              | 180×200         | 180×200         | 180×200             | 180×200                      | 180×200              | 180×200                      |
| 排気量 (cc)                          | 30536           | 30536           | 30536                | 30536           | 30536           | 30536               | 30536                        | 30536                | 30536                        |
| 圧縮比                               | 14.3            | 14.3            |                      | 14.8            | 14.8            |                     |                              |                      |                              |
| 定格出力 (PS/rpm)                    | 370/1300        | 340/1200        | 400/1500             | 500/1500        | 500/1500        | 600                 | 550                          | 500                  | 600                          |
| 定格時ピストン平均速度 (m/s)         | 8.67            |                 |                      |                 | 10              |                     |                              |                      |                              |
| 定格時平均有効圧力 (kg/cm2)          | 8.39            | 8.4             |                      |                 | 9.8             |                     |                              |                      |                              |
| 定格時燃料消費率 (g/PS/h)            | 180             | 185             |                      |                 |                 |                     |                              |                      |                              |
| 最大出力 (PS/rpm)                    | 420/1500        | 390/1500        |                      |                 |                 |                     |                              |                      |                              |
| 最大時ピストン平均速度 (m/s)         |                 |                 |                      |                 |                 |                     |                              |                      |                              |
| 最大時平均有効圧力 (kg/cm2)          |                 | 7.7             |                      |                 |                 |                     |                              |                      |                              |
| 起動電動機                           | 10PS            | MLK1000 10PS    |                      |                 |                 |                     |                              |                      |                              |
| 組み合わされる液体変速機または発電機 | DS1.2/1.35      | PAG1 （発電機） | DW1                  | DS1.2/1.35      | DS1.2/1.35      | DS1.2/1.35          |                              |                      |                              |
| 長さ×幅×高さ (mm)                    | 2640×960×1460   |                 |                      |                 |                 |                     |                              |                      |                              |
| 乾燥重量 (kg)                        | 3260            | 3100            |                      |                 | 3100            |                     |                              |                      |                              |